# Strata Florida Abbey
Strata Florida Abbey (Stratflur; walisisch: Abaty Ystrad Fflur) ist eine ehemalige Zisterzienserabtei 27 km südöstlich von Aberystwyth bei Pontrhydfendigaid in Ceredigion (früher Cardiganshire und Dyfed) in Wales.

## Geschichte
Das Kloster wurde 1164 in Old Abbey Farm auf einem Feld mit Namen Yr Hen Fynachlog als Tochterkloster von Whitland Abbey auf eine Stiftung von Robert FitzStephen am Ufer des Flusses Fflur gegründet und gehörte damit der Filiation der Primarabtei Clairvaux an. Es wurde schon bald (wohl 1184) von Lord Rhys an seine jetzige Stelle verlegt. Obwohl das Kloster normannischen Ursprungs war, entwickelte es sich schnell zu einem bedeutenden walisischen Kulturzentrum. 1179 wurde das Tochterkloster Llantarnam Abbey und 1186 Aberconwy Abbey besiedelt. 1201 müssen die Ostteile der Kirche benutzbar gewesen sein. 1238 berief Llywelyn ab Iorwerth (genannt „der Große“) ein Treffen der walisischen Prinzen nach Strata Florida, um diese auf seinen Sohn Dafydd ap Llywelyn zu vereidigen. Im 12. und 13. Jahrhundert brachte die Schafzucht dem Kloster Wohlstand. Wegen seiner Unterstützung für die walisische Sache ordnete König Johann 1212 die Zerstörung des Klosters an, die aber durch Zahlung einer Buße von 700 Mark abgewendet wurde. 1286 geriet das Kloster durch Blitzschlag in Brand und 1295 wurde es während eines walisischen Aufstands erneut durch die königliche Armee in Brand gesteckt und zerstört. Zu Beginn des 15. Jahrhunderts wurde das Kloster zeitweise verlassen und von der Armee besetzt. Zu Beginn des 16. Jahrhunderts waren Refektorium und Infirmarium bereits zu Ruinen zerfallen. Das Kloster konnte zwar durch eine Geldzahlung noch der Klosterauflösung im Jahr 1536 entgehen, wurde aber 1539 aufgelöst und kam 1567 an die Familie Stedman, die das Herrenhaus südlich der Klausur errichten ließ. Heute wird die Klosterstätte von Welsh Historic Monuments betreut.

## Bauten und Anlage

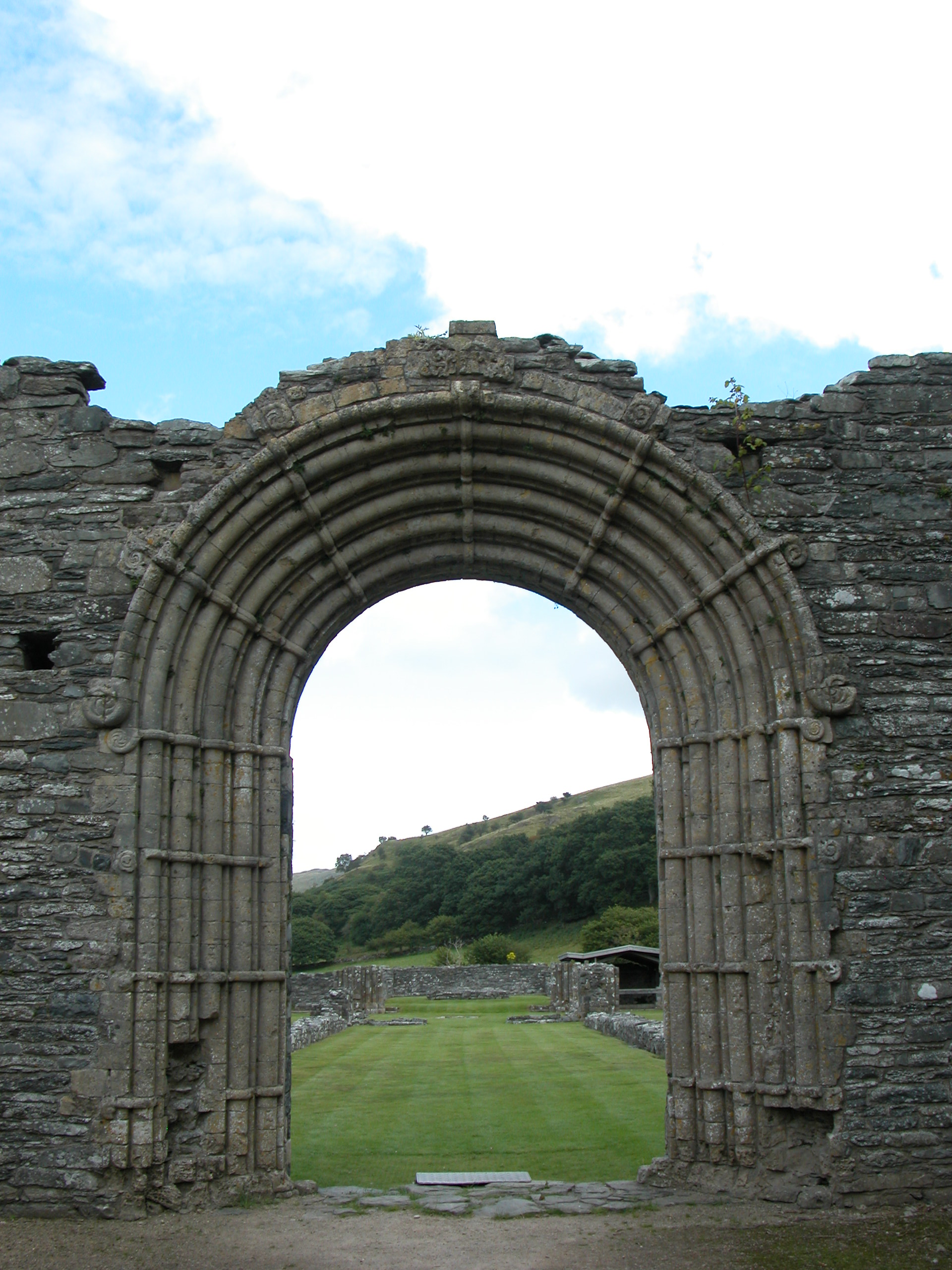
Torbogen der Abtei

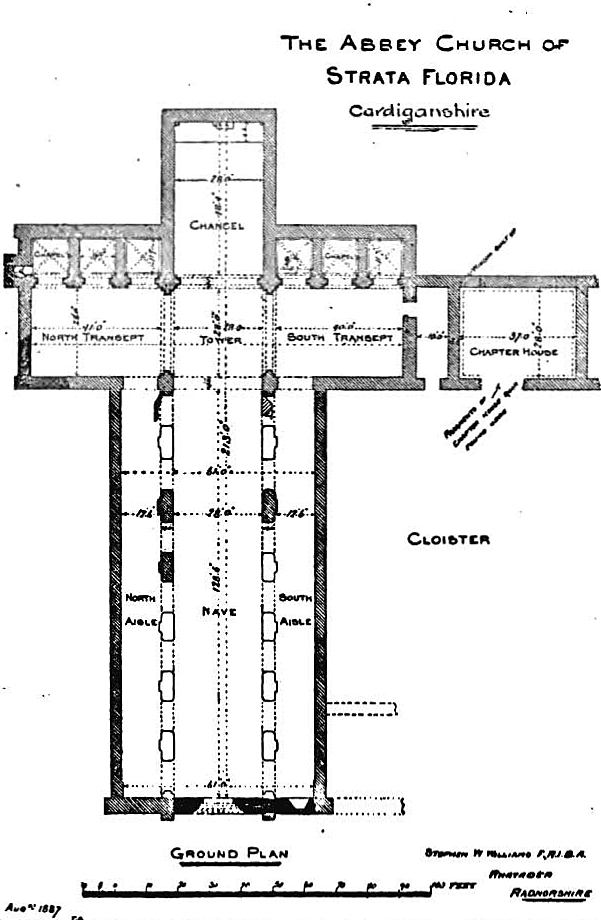
Grundriss der Kirche

Von der von 1184 bis 1225 im romanisch-gotischen Übergangsstil errichteten kreuzförmigen Kirche mit rechteckigem Chorabschluss und je drei Nebenkapellen an den Ostseiten des Querhauses sind niedrige Mauern des Presbyteriums, des Querhauses und der Vierung sowie des Hauptschiffs erhalten. Auch vom Kapitelsaal in der Klausur an der Südseite der Kirche und der Sakristei sowie dem Nord-, Ost- und Westflügel des Kreuzgangs sind Mauern erhalten. Auch der rundbogige westliche Zugang mit fünf Archivolten steht noch.